# Pappinisseri
Pappinisseri (o Pappinissheri) è una suddivisione dell'India, classificata come census town, di 33.266 abitanti, situata nel distretto di Kannur, nello stato federato del Kerala. In base al numero di abitanti la città rientra nella classe III (da 20.000 a 49.999 persone).

## Geografia fisica
La città è situata a 11° 56' 60 N e 75° 20' 60 E al livello del mare.

## Società

### Evoluzione demografica
Al censimento del 2001 la popolazione di Pappinisseri assommava a 33.266 persone, delle quali 15.916 maschi e 17.350 femmine. I bambini di età inferiore o uguale ai sei anni assommavano a 3.935, dei quali 2.017 maschi e 1.918 femmine. Infine, coloro che erano in grado di saper almeno leggere e scrivere erano 27.463, dei quali 13.577 maschi e 13.886 femmine.